# Philip D. Sprouse
Philip Dodson Sprouse (* 27. September 1906 in Greenbrier, Tennessee; † 28. April 1977 in San Francisco, Kalifornien) war ein US-amerikanischer Diplomat, der zwischen 1962 und 1964 Botschafter in Kambodscha war.

## Leben
Philip Dodson Sprouse begann nach dem Schulbesuch ein grundständiges Studium an der Washington and Lee University, welches er 1928 mit einem Bachelor of Arts (BA) abschloss. Danach studierte er noch von 1929 bis 1930 an der Princeton University. Er trat später als Foreign Service Officer in den diplomatischen Dienst des Außenministeriums (US Department of State) und war zunächst von 1935 bis 1938 Mitarbeiter der Botschaft in der Republik China. Er war zwischen 1938 und 1940 Vizekonsul in Peking sowie von 1940 bis 1941 Vizekonsul in Hankow. Im Anschluss war er zwischen 1942 und 1946 Dritter Sekretär an der Botschaft in der Republik China, die sich während des Zweiten Japanisch-Chinesischen Krieges nach dem Massaker von Nanking nach Chongqing zurückgezogen hatte.
Nach Ende des Zweiten Weltkrieges arbeitete Sprouse 1945 kurzzeitig im Internationalen Sekretariat der Konferenz von San Francisco, die die Charta der Vereinten Nationen zur Gründung der Vereinten Nationen führte. Danach war er 1946 Zweiter Sekretär und Konsul an der Botschaft in China und fungierte als solcher als Assistent des späteren US-Außenministers George C. Marshall während dessen China-Reise. Nach seiner Rückkehr in die USA fungierte er im Außenministerium zwischen 1947 und 1949 erst als stellvertretender Leiter des Referats sowie danach von 1949 bis 1950 als Leiter des Referats für China. Er war daraufhin zwischen 1950 und 1953 Erster Sekretär und Konsul an der Botschaft in Frankreich sowie von 1954 bis 1958 Ständiger Vertreter des Botschafters in Belgien, ehe er zwischen 1959 und 1962 Inspektor des Auswärtigen Dienstes (Foreign Service) im Außenministerium war.
Zuletzt wurde Philip D. Sprouse am 28. Juni 1962 zum Botschafter in Kambodscha ernannt und übergab dort am 20. August 1962 als Nachfolger von William C. Trimble seine Akkreditierung.  Am 3. März 1964 wurde er als Botschafter abberufen. Sein daraufhin ernannter Nachfolger Randolph A. Kidder übergab jedoch nicht mehr sein Beglaubigungsschreiben, woraufhin der Botschafterposten von 1964 bis 1970 nicht mehr besetzt und die Vertretung nur zeitweise von einem Geschäftsträger wahrgenommen wurde. Er starb an den Folgen einer Krebserkrankung.